# 금산군 (1988년 선거구)
금산군은 대한민국의 옛 국회의원 선거구이다. 당시 충청남도 금산군 지역을 관할했다.

## 역사
대한민국 제13대 국회의원 선거를 앞두고 금산군·대덕군·연기군 선거구에서 분리되면서 신설되었다. 
대한민국 제15대 국회의원 선거를 앞두고 실시된 선거구 개편 과정에서 논산시 지역과 함께 논산시·금산군 선거구를 형성하게 됨에 따라 폐지되었다.

## 역대 국회의원
| 선거   | 정당 | 정당       | 의원   |
| ------ | ---- | ---------- | ------ |
| 1988년 |      | 무소속     | 유한열 |
| 1992년 |      | 통일국민당 | 정태영 |

## 역대 선거 결과

### 대한민국 제13대 국회의원 선거
|  | 32.58% |

|  | 30.20% |

|  | 25.99% |

|  | 5.31% |

|  | 3.72% |

|  | 2.17% |

### 대한민국 제14대 국회의원 선거
|  | 35.58% |

|  | 29.50% |

|  | 21.63% |

|  | 7.91% |

|  | 5.35% |